# Беверино
Беверино (итал. Beverino) је насеље у Италији у округу Ла Специја, региону Лигурија.
Према процени из 2011. у насељу је живело 50 становника. Насеље се налази на надморској висини од 221 м.

## Становништво
| 1931. | 1936. | 1951. | 1961. | 1971. | 1981. | 1991. | 2001. | 2011. |
| ----- | ----- | ----- | ----- | ----- | ----- | ----- | ----- | ----- |
| 2.585 | 2.718 | 2.557 | 2.259 | 2.101 | 2.134 | 2.174 | 2.233 | 2.403 |